# 2011年宮城県議会議員選挙
2011年宮城県議会議員選挙は、宮城県の議決機関である宮城県議会を構成する議員を改選するため、2011年11月13日に投票が行われた選挙である。

## 概要
県議会議員の任期4年が満了したことに伴って行われた。当初、選挙は4月の第17回統一地方選挙に併せて行われる予定であったが、3月11日に発生した東北地方太平洋沖地震に因る震災被害（東日本大震災）のため延期されていた。その後、宮城県選挙管理委員会は9月7日の会議にて、県議選の日程を11月7日に告示、同月13日に投票を行うことを決定した。選挙の最大争点となった震災からの復興の在り方に加えて、環太平洋戦略的経済連携協定（TPP）も争点に浮上し、各党とも党首級が応援に入るなど国政上の争点も交えた激しい選挙戦が展開された。

## 基礎データ
- 告示日：2011年11月7日
- 投票日：2011年11月13日
- 議員定数：59名（前回より2名減）
- 選挙区：23選挙区（前回より1選挙区減）

| 選挙区             | 定数 | 備考                    |
| ------------------ | ---- | ----------------------- |
| 青葉区             | 7    |                         |
| 宮城野区           | 4    |                         |
| 若林区             | 3    |                         |
| 太白区             | 5    |                         |
| 泉区               | 5    |                         |
| 石巻市・牡鹿郡     | 5    |                         |
| 塩竈市             | 2    |                         |
| 気仙沼市・本吉郡   | 3    | 本吉郡選挙区（1）と合区 |
| 白石市・刈田郡     | 2    |                         |
| 名取市             | 2    |                         |
| 角田市・伊具郡     | 1    | 定数1減                 |
| 多賀城市・七ヶ浜町 | 2    |                         |
| 岩沼市             | 1    |                         |
| 登米市             | 2    | 定数1減                 |
| 栗原市             | 2    |                         |
| 東松島市           | 1    |                         |
| 大崎市             | 4    |                         |
| 柴田郡             | 2    |                         |
| 亘理郡             | 1    |                         |
| 宮城郡             | 1    |                         |
| 黒川郡             | 2    |                         |
| 加美郡             | 1    |                         |
| 遠田郡             | 1    |                         |
|                    | 59   |                         |
出典：平成23年11月13日宮城県議会議員一般選挙 選挙区及び定数 (PDF) .宮城県選挙管理委員会
- 無投票選挙区：6選挙区
  - 白石・刈田、多賀城・七ヶ浜、柴田郡（以上2人区）
  - 岩沼、東松島市、加美郡（以上1人区）
- 選挙人登録者（2011年11月3日現在）：1,895,772名

出典：平成23年11月3日現在　選挙人名簿登録者数（選挙時登録）.宮城県選挙管理委員会

## 立候補者
定数59名に対して90人が立候補した。政党別では国政与党の民主党が前回比4人増の13人、野党の自民党は4人減の33人を擁立した。公明党は前回と同じ4人、共産党は1人減の7人、社民党は2人減の3人を擁立した。県議選初挑戦のみんなの党は6人。無所属は1人増の24人でうち6人は政党からの推薦を受けた。なお6選挙区では立候補者が定数を上回らなかったため無投票となり、9人が無投票当選となった（前回比1名増）。
| 党派       | 合計  | 新旧内訳 | 新旧内訳 | 新旧内訳 | 無投票 当選 | 前回 選挙 |
| 党派       | 合計  | 現職     | 元職     | 新人     | 無投票 当選 | 前回 選挙 |
| ---------- | ----- | -------- | -------- | -------- | ----------- | --------- |
| 民主党     | 13(3) | 9(2)     | 0        | 4(1)     | 1(0)        | 9(2)      |
| 自由民主党 | 33(1) | 31(1)    | 2(0)     | 0        | 7(0)        | 37(1)     |
| 公明党     | 4(0)  | 4(0)     | 0        | 0        | 0           | 4(0)      |
| 日本共産党 | 7(3)  | 2(1)     | 0        | 5(2)     | 0           | 8(2)      |
| 社会民主党 | 3(0)  | 2(0)     | 1(0)     | 0        | 0           | 5(0)      |
| みんなの党 | 6(1)  | 0        | 0        | 6(1)     | 0           |           |
| 無所属     | 24    | 7(0)     | 3(0)     | 14(0)    | 1(0)        | 23(1)     |
|            | 90(8) | 55(4)    | 6(0)     | 29(4)    | 9(0)        | 86(9)     |

カッコ内の数字は女性候補者の数

## 選挙結果
選挙の結果、村井嘉浩知事の与党である自民党と公明党が過半数を維持した。投票率は41％余で前回選挙を下回って過去最低の結果となった。
- 選挙当日有権者数：1,601,821名
- 投票者数：667,809名
- 投票率：41.69％（前回50.45％）

宮城県議会議員一般選挙　確定投票者数速報.宮城県選挙管理委員会
| 党派       | 合計  | 新旧内訳 | 新旧内訳 | 新旧内訳 | 無投票 当選 | 前回 選挙 |
| 党派       | 合計  | 現職     | 元職     | 新人     | 無投票 当選 | 前回 選挙 |
| ---------- | ----- | -------- | -------- | -------- | ----------- | --------- |
| 民主党     | 7(2)  | 7(2)     | 0        | 0        | 1(0)        | 9(2)      |
| 自由民主党 | 28(1) | 26(1)    | 2(0)     | 0        | 7(0)        | 30(1)     |
| 公明党     | 4(0)  | 4(0)     | 0        | 0        | 0           | 4(0)      |
| 日本共産党 | 4(2)  | 2(1)     | 0        | 2(1)     | 0           | 2(1)      |
| 社会民主党 | 3(0)  | 2(0)     | 1(0)     | 0        | 0           | 2(0}      |
| みんなの党 | 2(0)  | 0        | 0        | 2(0)     | 0           |           |
| 無所属     | 11    | 6(0)     | 3(0)     | 2(0)     | 1(0)        | 14(0)     |
|            | 59(5) | 47(4)    | 6(0)     | 6(1)     | 9(0)        | 61(4)     |

出典：表「宮城県議選　党派別当選者数」、宮城県議選　県政与党　自公が過半数維持　民主2減.河北新報2011年11月14日
民主党は現職2人を含む6人が落選し、前回より2議席減となった。自民党は現職5人が落選したものの最大勢力を維持した。公明党は公認候補4名が全員当選、選挙前を維持した。共産党は石巻・牡鹿で初の議席を獲得、塩釜でも新人が当選し、前回の2人から過去最多に並ぶ4人に倍増した。社民党は公認2人と元職1人が当選、前回を上回った。県議選初挑戦のみんなの党は宮城野区と気仙沼・本吉で新人2名が当選した。
新旧別では立候補した現職55人のうち8人が落選、元職候補者6人は全員が返り咲いた。新人候補者は29人中6人が当選した。この結果、現職と元職で全議席の9割以上を占める結果となり、過去最低となった投票率の中で地盤と組織を持つ経験者が強みを発揮した。また女性候補者は8人中5人が当選、前回選挙を1人上回った。